# Краснооктябрьский (Марий Эл)
Краснооктя́брьский — посёлок городского типа в Медведевском районе Республики Марий Эл России. Образует одноимённое муниципальное образование Краснооктябрьский со статусом городского поселения как единственный населённый пункт в его составе.

## География
Расположен в 9 км к северо-западу от Медведево, железнодорожная станция Нолька.

## История
Посёлок возник в 1931 году как жилой посёлок Митькинского лесного прорабского пункта объединения «Марилес». В 1951 году посёлок Митькино получил статус посёлка городского типа и название Краснооктябрьский.

## Население
| 1959  | 1970  | 1979  | 1989  | 2002  | 2009  | 2010  |
| ----- | ----- | ----- | ----- | ----- | ----- | ----- |
| 3212  | ↘3062 | ↗3809 | ↗4479 | ↘4307 | →4307 | ↗4559 |
| 2011  | 2012  | 2013  | 2014  | 2015  | 2016  | 2017  |
| ↘4557 | ↗4599 | ↗4662 | ↗4666 | ↘4565 | ↘4447 | ↘4377 |
| 2018  | 2019  | 2020  | 2021  | 2023  |       |       |
| ↘4361 | ↘4319 | ↘4288 | ↘3592 | ↘3546 |       |       |

## Известные жители
Головина Мария Емельяновна (1918—2010) — советский врач-стоматолог. Врач-стоматолог Краснооктябрьской участковой больницы Медведевского района Марийской АССР (1949―1976). Заслуженный врач РСФСР (1960). Участница Великой Отечественной войны. Член ВКП(б).